# کینگژیوسور
کینگژیوسور (نام علمی: Qingxiusaurus) نام یک سرده از راسته خزنده‌کفلان است.